# Elektra (namn)
Elektra eller Electra är ett grekiskt kvinnonamn som betyder bärnsten. Elektra förekommer i den grekiska mytologin och är omskriven i dramer av bland andra Sofokles och Euripides.
Den 31 december 2014 fanns det totalt 288 kvinnor folkbokförda i Sverige med namnet Elektra eller Electra, varav 89 bar det som tilltalsnamn.
Namnsdag: saknas

## Personer med namnet
- Electra Hallman, svensk skådespelare

## Fiktiva
- Elektra King – en rollfigur i James Bond-filmen Världen räcker inte till från 1999